# Собор Святого Петра (Бандунг)
 Собор Святого Петра  (индон. Katedral Santo Petrus) — католическая церковь, находящаяся в городе Бандунг, Индонезия. Храм является кафедральным собором епархии Бандунга. Церковь располагается на улице Jalan Merdeka.

## История
16 июня 1895 года на месте, где сегодня находится современный храм, было освящена церковь святого Франциска. В 1906 году было принято решение о строительстве нового храма, который стали строить в 1921 году. Проект новой церкви в неоготическом стиле разработал голландский архитектор Чарльза Вольфа Шемакера. 19 февраля 1922 года было совершено освящение современной церкви святого Петра.
20 апреля 1932 года Святой Престол учредил апостольскую префектуру Бандунга и церковь святого Петра стала кафедральным собором этой католической структуры. 